# Portan
Le  portan est un cépage de France de raisins noirs.

## Origine et répartition géographique
Le  portan est une obtention de Paul Truel du Institut national de la recherche agronomique de Montpellier. L'origine génétique est vérifié et c'est un croisement des cépages Grenache noir x Portugais bleu réalisé en 1958. Le cépage est recommandé ou autorisé dans la majorité des départements viticoles du Languedoc et de la Provence (Aude, Bouches-du-Rhône, Gard, Hérault, Pyrénées-Orientales, Var et Vaucluse). En France il couvre 367 hectares (2004), dont la majorité dans l'Aude.

## Caractères ampélographiques
- Extrémité du jeune rameau aranéeux.
- Jeune feuilles vertes
- Feuilles adultes, à 5 lobes avec un sinus pétiolaire elliptique à bords superposés, dents ogivales, moyennes, un limbe légèrement glabre ou faiblement pubescent.

## Aptitudes culturales
La maturité est de première époque tardive: 5 – 6 jours après le chasselas.

## Potentiel technologique
Les grappes sont moyennes et les baies sont de taille moyenne. La grappe est conique, ailée. Le cépage est très vigoureux et il doit être conduit en taille longue. Il est sensible à l'excoriose et à l'oïdium, mais peu sensible à la pourriture grise.
Le vin rouge est bien coloré et assez alcoolique

## Synonymes
Le portan est connu sous le nom INRA 1508-25